# Philippe Ouédraogo (homme politique)
Ne doit pas être confondu avec Philippe Ouédraogo.
Pour les articles homonymes, voir Ouédraogo.
Philippe Ouédraogo, né le 15 juillet 1942 à Diapaga au Burkina Faso, est un homme politique burkinabé.

## Biographie
Philippe Ouédraogo est ancien élève de l'École polytechnique (promotion 1964). En 1971, il s'occupe du projet d'étude Tambao qui est financé par les Nations unies. Ce projet, réalisé avec le bureau d'études parisien OTAM, vise à mettre en valeur la mine de manganèse de Tambao et à construire pour son acheminement une liaison ferroviaire qui prolongerait au nord la ligne Abidjan-Ouagadougou vers Kaya et Tambao. 
Il est par la suite ministre de l'Équipement et des Communications en 1983-1984.